# Africa’s 100 Best Books of the 20th Century
Africa's 100 Best Books of the 20th Century (englisch; Afrikas beste hundert Bücher des 20. Jahrhunderts) ist eine Auflistung der Bücher, die als die hundert besten Bücher Afrikas aus dem 20. Jahrhundert eingeschätzt wurden. Die Liste wurde von einem panel of judges in Accra, Ghana, am 18. Februar 2002 nach einer Meinungsumfrage aufgesetzt.
Die Liste ist untergliedert in die drei Teile: Kinderbücher (Literature for children), Kreatives Schreiben (Creative writing) und Wissenschaft/Sachbuch (Scholarship/non-fiction):

## Übersicht
Mit zwei Sternchen (**) gekennzeichnet sind Titel unter den Top Zwölf.

### Kinderbücher
| Verfasser           | Land          | Titel                          | Verlag                        |
| ------------------- | ------------- | ------------------------------ | ----------------------------- |
| Meshack Asare       | Ghana         | Sosu's Call**                  | Sub-Saharan Publishers        |
| Hayam Abbas Al-Homi | Ägypten       | Adventures of a Breath         | Atfalna                       |
| Charles Mungoshi    | Zimbabwe      | Stories from a Shona Childhood | Baobab Books                  |
| Véronique Tadjo     | Côte d'Ivoire | Mamy Wata et le monstre        | Nouvelles éditions ivoriennes |

### Kreatives Schreiben
| Verfasser                 | Land          | Titel                                                     | Verlag                           |
| ------------------------- | ------------- | --------------------------------------------------------- | -------------------------------- |
| Abd ar-Rahman Abnudi      | Ägypten       | Death on the asphalt / Tod auf dem Asphalt                | Atlas                            |
| Chinua Achebe             | Nigeria       | Arrow of God / Der Pfeil Gottes                           | Heinemann                        |
| Chinua Achebe             | Nigeria       | Things Fall Apart** / Die Dinge fallen auseinander        | Heinemann                        |
| Ama Ata Aidoo             | Ghana         | Anowa                                                     | Longman                          |
| Germano Almeida           | Kap Verde     | O testamento do Sr. Napumoceno da Silva Araújo            | Ed. Caminho                      |
| Ayi Kwei Armah            | Ghana         | The Beautiful Ones Are Not Yet Born                       | Heinemann                        |
| Amadou Hampâté Bâ         | Mali          | L'étrange destin de Wangrin                               | Union générale d'éditions        |
| Mariama Bâ                | Senegal       | Une si longue lettre**                                    | Nouvelles éditions africaines    |
| Tahar Ben Jelloun         | Marokko       | La nuit sacrée                                            | Seuil                            |
| Mongo Beti                | Kamerun       | Le pauvre Christ de Bomba                                 | Présence africaine               |
| André Brink               | Südafrika     | A Dry White Season                                        | Penguin Books                    |
| Ken Bugul                 | Senegal       | Riwan, ou le chemin de sable                              | Présence africaine               |
| Syl Cheney-Coker          | Sierra Leone  | The Last Harmattan of Alusine Dunbar                      | Heinemann                        |
| Driss Chraibi             | Marokko       | Le passé simple                                           | Gallimard                        |
| J. M. Coetzee             | Südafrika     | Life and Times of Michael K                               | Secker & Warburg                 |
| Mia Couto                 | Mosambik      | Terra sonâmbula**                                         | Ed. Caminho                      |
| José Craveirinha          | Mosambik      | Karingana ua Karingana                                    | Academica                        |
| Bernard Dadié             | Côte d'Ivoire | Climbié                                                   | Editions Segiers                 |
| Tsitsi Dangarembga        | Zimbabwe      | Nervous Conditions**                                      | Women’s Press                    |
| Mohammed Dib              | Algerien      | Algérie, La grande maison, L'incendie, Le métier à tisser | Le Seuil                         |
| Birago Diop               | Senegal       | Les contes d'Amadou Koumba                                | Présence africaine               |
| Boubacar Boris Diop       | Senegal       | Murambi ou le livre des ossements                         | Stock                            |
| Assia Djebar              | Algerien      | L'amour, la fantasia**                                    | J.C. Lattes                      |
| Buchi Emecheta            | Nigeria       | The Joys of Motherhood                                    | Alison and Busby                 |
| Daniel O. Fagunwa         | Niger         | Ogboju ode ninu igbo irunmale                             | Nelson                           |
| Nuruddin Farah            | Somalia       | Maps                                                      | Pan Books                        |
| Athol Fugard              | Südafrika     | The Blood Knot                                            | Simondium Publishers             |
| Jamal al-Ghitani          | Ägypten       | Zayni Barakat                                             | GEBO                             |
| Nadine Gordimer           | Südafrika     | Burgher's Daughter                                        | Jonathan Cape                    |
| Bessie Head               | Südafrika     | A Question of Power                                       | Heinemann                        |
| Bernardo Honwana          | Mosambik      | Nos matamos o cão tinhoso                                 | Academica                        |
| Chenjerai Hove            | Zimbabwe      | Bones                                                     | Baobab Books                     |
| Moses Isegawa             | Uganda        | Abessijnse Kronieken                                      | Uitgeverij De Bezige Bij         |
| Archibald Campbell Jordan | Südafrika     | Ingqumbo yeminyanya                                       | Lovedale Press                   |
| Elsa Joubert              | Südafrika     | Die Swerdjare van Poppie Nongena                          | Tafelberg                        |
| Cheikh Hamidou Kane       | Senegal       | L'aventure ambiguë                                        | Editions Juillard                |
| Ungulani Ba Ka Khosa      | Mosambik      | Ualalapi                                                  | AEMO                             |
| Ahmadou Kourouma          | Côte d'Ivoire | Les soleils des indépendances                             | Le Seuil                         |
| Camara Laye               | Guinea        | L'enfant noir                                             | Plon                             |
| Sindiwe Magona            | Südafrika     | Living, Loving and Lying Awake at Night                   | David Philip Publishers          |
| Naguib Mahfouz            | Ägypten       | The Cairo Trilogy**                                       | Maktabet Misr                    |
| Dambudzo Marechera        | Zimbabwe      | House of Hunger                                           | Heinemann                        |
| Thomas Mofolo             | Lesotho       | Chaka**                                                   | Morija Sesuto Book Depot         |
| Tierno Monénembo          | Guinea        | Un attieké pour Elgass                                    | Le Seuil                         |
| Vusamazulu Credo Mutwa    | Südafrika     | Indaba, My Children                                       | Blue Crane Books                 |
| Ngugi wa Thiong'o         | Kenia         | Caitaani Mutharaba-ini                                    | Heinemann                        |
| Ngugi wa Thiong'o         | Kenia         | A Grain of Wheat**                                        | Heinemann                        |
| Djibril Tamsir Niane      | Senegal       | Soundjata ou l'épopée mandingue                           | Présence africaine               |
| Sibusiso Nyembezi         | Südafrika     | Inkinnsela yaseMgungundlovu                               | Shuter and Shooter               |
| Christopher Okigbo        | Nigeria       | Labyrinths                                                | Heinemann                        |
| Ben Okri                  | Nigeria       | The Famished Road                                         | Spectrum Books                   |
| Ferdinand Oyono           | Kamerun       | Le vieux nègre et la médaille                             | Editions Juillard                |
| Okot P'Bitek              | Uganda        | Song of Lawino                                            | Heinemann                        |
| Pepetela                  | Angola        | A geração da utopia                                       | Dom Quixote                      |
| Nawal El Saadawi          | Ägypten       | Woman at Point Zero                                       | Zed Books                        |
| Salih El Tayyib           | Sudan         | Season of Migration to the North                          | Heinemann                        |
| Williams Sassine          | Guinea        | Le jeune homme de sable                                   | Présence africaine               |
| Ousmane Sembene           | Senegal       | Les bouts de bois de Dieu                                 | Le livre contemporain            |
| Léopold Sédar Senghor     | Senegal       | Œuvre poétique**                                          | Le Seuil                         |
| Mongane Serote            | Südafrika     | Third World Express                                       | David Philip Publishers          |
| Robert Bin Shabaan        | Tansania      | Utenzi wa vita vya uhuru                                  | East African Literature Bureau   |
| Sony Labou Tansi          | Kongo         | La vie et demie                                           | Seuil                            |
| Aminata Sow Fall          | Senegal       | La grève des battus                                       | Nouvelles éditions africaines    |
| Wole Soyinka              | Nigeria       | Death and the King’s Horsemen                             | Spectrum                         |
| Tchicaya U Tam’si         | Kongo         | Le mauvais sang - feu de brousse - à trisse-coeur         | P.J. Swald                       |
| Amos Tutuola              | Nigeria       | The Palm-wine Drinkard                                    | Faber                            |
| Yvonne Vera               | Zimbabwe      | Butterfly Burning                                         | Baobab Books                     |
| José Luandino Vieira      | Angola        | Nós os do Makulusu                                        | [União dos Escritores Angolanos] |
| B. W. Vilakazi            | Südafrika     | Amal'eZulu                                                | Witwatersrand University Press   |
| Kateb Yacine              | Algerien      | Nedjma                                                    | Le Seuil                         |

### Wissenschaft/Sachbuch
| Verfasser            | Land            | Titel                                                  | Verlag                   |
| -------------------- | --------------- | ------------------------------------------------------ | ------------------------ |
| Samir Amin           | Ägypten         | Accumulation on a World Scale                          | Monthly Review Press     |
| Ifi Amadiume         | Nigeria         | Male Daughters, Female Husbands                        | Zed Books                |
| Mário de Andrade     | Angola          | Os nacionalismos africanos                             | Sa da Costa              |
| Anthony Appiah       | Ghana           | In My Father's House                                   | Oxford University Press  |
| Amilcar Cabral       | Guinea-Bissau   | Unity and Struggle                                     | Monthly Review Press     |
| Rocha Chimera        | Kenia           | Kiswahili, past, present and future horizons           | Nairobi University Press |
| Cheikh Anta Diop     | Senegal         | Antériorité des civilisations nègres**                 | Présence africaine       |
| Efua Doorkenoo       | Ghana           | Cutting the Rose                                       | Minority Rights Group    |
| J. E. Casely Hayford | Ghana           | Ethiopia Unbound                                       | Cass                     |
| Paulin Hountondji    | Benin           | Sur la philosophie africaine                           | François Maspero         |
| Samuel Johnson       | Nigeria         | The History of the Yorubas                             | G. Routledge & Sons      |
| Jomo Kenyatta        | Kenia           | Facing Mount Kenya                                     | Secker & Warburg         |
| Joseph Ki-Zerbo      | Burkina Faso    | Histoire de l'Afrique noire                            | Hatier                   |
| Antjie Krog          | Südafrika       | Country of My Skull                                    | Jonathan Cape            |
| Amina Mama           | Nigeria         | Beyond the Mask, Race, Gender and Identity             | Routledge                |
| Mahmood Mamdani      | Uganda          | Citizen and Subject                                    | James Currey Publishers  |
| Nelson Mandela       | Südafrika       | Long Walk to Freedom                                   | Little Brown             |
| Eugène Marais        | Südafrika       | Die Siel van die Mier                                  | J.L. van Schaik          |
| Albert Memmi         | Tunesien        | Portrait du colonisé suivi de portrait du colonisateur | L'Etincelle              |
| Eduardo Mondlane     | Mosambik        | The Struggle for Mozambique                            | Penguin Books            |
| Ezekiel Mphahlele    | Südafrika       | Down Second Avenue                                     | Faber & Faber            |
| V. Y. Mudimbe        | Dem. Rep. Kongo | The Invention of Africa                                | Indiana University Press |
| Kwame Nkrumah        | Ghana           | Ghana: The Autobiography of Kwame Nkrumah              | Nelson                   |
| Sol Plaatje          | Südafrika       | Native Life in South Africa                            | P.S. King                |
| Wole Soyinka         | Nigeria         | Ake: The Years of Childhood**                          | Rex Collings             |
| Charles van Onselen  | Südafrika       | The Seed is Mine                                       | David Philip Publishers  |